# Гад
Гад (рум. Gad) је село у општини Гилад, која припада округу Тимиш у Румунији. Насеље је значајно по присутној српској националној мањини у Румунији.

## Положај насеља
Село Гад (или по српском Гаад) се налази у источном, румунском Банату, на 20 km удаљености од Србије. То је село у оквиру општине Чаково, у Тимишкој жупанији. Од Темишвара село је удаљено 43 km. Кроз насеље пролази једна мртваја реке Тамиша. Сеоски атар је у равничарском делу Баната.

## Историја
По "Румунској енциклопедији" село се први пут помиње 1332. године у вези са папским давањима, и имало је тада свештеника. Име се везује за старог словенског кнеза Глада или Гада. По српском извору из 1905. године, место је населио "књаз Гал" 1795. године. Срби из околине сматрају да име насеља потиче по неком спахији, ружног лика или биће пре - због његовог држања према поданицима. По попису из 1717. године у месту је забележено 30 кућа. Гад је 1764. године православна парохија у Чаковачком протопрезвирату. Током ратне 1788. године аустријски цар Јозеф II је коначио у ФењуSIRUTA код Петра Милошевог. У знак захвалности поклонио му је расни тркаћи коњ. Румуни, дотад у заједници са Србима, су тек по одвајању, 1929. године подигли себи цркву. Од последњег власника села Беле Гуденуса, остао је племићки "Гуденов дворац", грађен почетком 19. века. Највише становника у Гаду је избројано 1941. године - 1257, са српском већином.
Године 1835. помиње се чак неколико "ишпана" (надзорника спахилука) у Гаду, као купаца једне српске књиге. Били су то: Лука Николић, Димитрије Милошев, Даца Николић, Спасоје Петровић.

## Срби у Гаду
По становништву Гаада, оно је било српско православно, како су записали монаси манастира Пећке патријаршије, током свраћања ради скупљања прилога 1660. и 1666. године. Пописани су приложници тада: Неда, Комлен Богданов, Јакша и Славко. По народном предању (и мађарским историчарима) Срби су се ту доселили из Црне Горе и Херцеговине.
По царском ревизору Ерлеру из 1774. године место је мешовито, са српским и румунским становништвом, у Чаковачком дистрикту. Када је 1797. године пописан православни клир у Гааду је служио само један свештеник. Парох поп Цвеја Савић, рукоположен 1782. године знао је само српски језик.
Године 1905. Гад је мала општина у Модошком срезу. Ту жива тада 1127 становника у 178 домова. Срби су у већини испред Немаца, и има их 823 православне душе (или 73%) са 156 кућа. Од српских јавних здања ту су православна црква и народна школа. У несељу су за комуникацију отворени пошта и телефон.
Православни храм посвећен празнику Аранђеловдану или Св. Арханђелу Михаилу, зидан је 1777. године. Један историјски извор каже да је иконостас који је радио руфет молерски, био готов још 1771. године. У храму чији је иконостас остао незавршен, постављане су појединачне иконе, радови како старих зографа Недељка Поповића, тако и Данила Чолаковића и Васе Поморишца (из 1911). Када је парохија била удова тридесетих година 19. века опслуживао ју је поп Софроније Поповић из Шурјана. Православно парохијско звање је основано и црквене матичне књиге крштених се воде од 1779. године, изузев матице умрлих - од 1802, и венчаних 1804. године. Парох је 1846. године био поп Јован Савић. Црквена општина постоји у месту почетком 20. века, скупштина је била редовна под председништвом Светозара Живојновог. Црква је тада у добром стању, а парох је поп Исидор Николић родом из Темишвара Фабрике, који се ту налазио већ четири године. Парохија је најниже шесте платежне класе, има парохијски дом а парохијска сесија износи 30 кј. Мало већи је цркено-општински земљишни посед од 34 кј. Своју веру "прадедовску" у Гаду је тада напустило шест православних Срба.
Учитељ у месту је тридесетих година 19. века Путић. Школску децу гадску које је било 40, 1846. године учи Максим Николић. 
По расписаном стечају за упражњено место народног учитеља из 1901. године, види се да му је основна плата 600 к, а за држање школе празником, још у натури четири ланца земље. Председник месног Школског одбора био је тада Љубомир Малимарков. Председник Школског одбора 1905. године је Светозар Живојнов, школски управитељ Јован Петров, а школски старатељ Голуб милошев. Школа има једно школско здање и школски врт. Учитељ је Јован Симић родом из Српске Црње, служио је тек годину и то као привремен. Редовну наставу тада похађа 67 ђака, а у недељну школу иде седам ученика старијег узраста. Нову школску зграду Срби у Гаду градили су 1906. године.
За Фонд Св. Саве који је основан ради подизања цркве на београдском Врачару, било је 1895. године више прилагача. Парох Сава Фемић је скупио од парохијана 10 ф. Уз њега који је дао 2 ф. се помињу тада: Тана Николин са 3 ф., Милан Поповић учитељ, Јован Поповић председник црквене општине, Пијада и син Лука Мошеско по 1 ф. а најмање - Пера и син Светозар Малимарков. Поп Фемић је још једном састављао списак приложника, скупивши још 5 ф. Овог пута, исте године то су били: Самуило Несторовић 2 ф., Јован Милошевић 1 ф., а остали мање, Јова Милошев црквени тутор, Ђока Милошев, Јоца Петровић
По државном шематизму из 1846. село је једну парохију са 915 православних становника, односно 195 брачних парова. Други податак из 1867. помиње 896 Срба, да би трећи податак из 1876. године констатовао да место сада има 975 житеља. По протопрезвитерском извештају са краја 1891. године, у гадској православној парохији је једна црква са свештеником, а 672 православне душе живе у 155 српских домова.

## Становништво
У месту је 1866. забележено 996 православних житеља, од који је било 715 становника Срба, и 281 Румуна. По последњем попису из 2002. године село Гад имало је 190 становника. Последњих деценија број становништва опада.
Село је некада било претежно насељено Србима, али су после више колонизација румунског становништва и расељавањем младих они данас постали мањина. Национални састав на појединим пописима био је следећи:
| Година пописа | 1910. год.  | 1992. год.  | 2002. год.  |
| Укупно ст.    | 1.141       | 225         | 190         |
| Срби          | 613 (53,7%) | 70 (31,1%)  | 44 (23,2%)  |
| Румуни        | 316 (27,7%) | 143 (63,6%) | 133 (70,0%) |
| Немци         | 101 (8,9%)  | 2 (0,9%)    | 6 (3,2%)    |
| остали        | 111 (9,7%)  | 5 (2,2%)    | 7 (3,7%)    |